# Silke von Berswordt-Wallrabe
Silke von Berswordt-Wallrabe (* 1970 in Essen) ist eine deutsche Kunsthistorikerin, Ausstellungsmacherin und Autorin. Seit 2005 ist sie Vorsitzende der Stiftung Situation Kunst, die der  Ruhr-Universität Bochum assoziiert ist.

## Leben und Wirken
Silke von Berswordt-Wallrabe studierte Kunstgeschichte, Neuere Geschichte und Romanistik an der Ruhr-Universität Bochum und an der Université Paris 1 Panthéon-Sorbonne. Dort erlangte sie 1994 den Grad einer Maîtrise en Histoire de l'Art mit einer Arbeit über Claude-Nicolas Ledoux. 2007 wurde sie mit der Dissertation Erfahrungen von Konfrontation und Koexistenz im Werk von  Lee Ufan bei Angeli Janhsen an der Albert-Ludwigs-Universität Freiburg promoviert. Die Dissertation wurde mit dem Wetzsteinpreis ausgezeichnet.
Seit 1996 ist sie mit Alexander von Berswordt-Wallrabe (* 1943) verheiratet, mit dem sie bis 2003 in der von ihm 1969 gegründeten Galerie m Bochum zusammenarbeitete. Seither realisierten sie in freier Tätigkeit zahlreiche Ausstellungsprojekte, meist in Kooperation mit Museen in Europa. Ein Schwerpunkt der gemeinsamen Arbeit liegt in der Weiterentwicklung des Projekts Situation Kunst (für Max Imdahl), das ein wesentlicher Bestandteil der Kunstsammlungen der Ruhr-Universität Bochum ist. Dazu realisierten sie in mehreren Entwicklungsschritten Museumsbauten (Erweiterung/2006, Kubus/im Rahmen der Kulturhauptstadt Europas RUHR.2010 und Museum unter Tage/2015) und erarbeiteten Sammlungs- und Ausstellungskonzepte, z. B. für die Dauerausstellung Weltsichten. Landschaft in der Kunst seit dem 17. Jahrhundert im Museum unter Tage von Situation Kunst sowie für zahlreiche Sonderausstellungen.

## Publikationen (Auswahl)

### Als Autorin
- Richard Serra. Druckgrafik/Prints/Estampes. Werkverzeichnis/Catalogue raisonné. Richter, Düsseldorf 1999/2008, ISBN 978-3-937572-85-7.
- Begegnung mit dem Anderen. Erfahrungen von Konfrontation und Koexistenz im Werk von Lee Ufan. Zugl. Dissertation Universität Freiburg i. Br., Steidl, Göttingen 2007, ISBN 978-3-86521-579-6. (auch in englischer, koreanischer und japanischer Sprache erschienen)
- Claude Viallat. Der Stoff der Malerei/Grounds for Painting. Walther König, Köln 2013, ISBN 978-3-86335-397-1
- Leon Polk Smith (1906-1996). Raumformen/Spaceforms. Wunderhorn, Heidelberg 2011, ISBN 978-3-88423-377-1.
- Richard Serra. Lemgo Vectors. Richter, Düsseldorf 1999, ISBN 3-928762-85-0.

### Als Herausgeberin mit Beiträgen
- mit Alexander von Berswordt: balance précaire – gefährdetes gleichgewicht – precarious balance. Ein Gespräch mit Kurt Flasch, Stefan Germer, Reinhard Hoeps und Hans Mommsen. Richter, Düsseldorf 1997, ISBN 3-923791-25-9.
- Nur der Schein trügt nicht. Das Sehen als interaktiver Prozess. Kerber, Bielefeld 2008, ISBN 978-3-86678-212-9.
- mit Volker Rattemeyer: Weltsichten. Landschaft in der Kunst seit dem 17. Jahrhundert. Ausst.-Kat. Situation Kunst, Kunsthalle zu Kiel, Museum Wiesbaden, Kunstsammlungen Chemnitz, Bonnefantenmuseum Maastricht, Bochum/Köln 2010, ISBN 978-3-941778-01-6.
- mit Alexander Klar, Ingrid Mössinger: Abbas Kiarostami. Stille und bewegte Bilder / Images, Still and Moving. Ausst.-Kat. Situation Kunst, Museum Wiesbaden, Kunstsammlungen Chemnitz. Hatje Cantz, Ostfildern 2012, ISBN 978-3-7757-3436-3.
- mit Jörg-Uwe Neumann, Agnes Tieze: „Artige Kunst“. Kunst und Politik im Nationalsozialismus / Compliant Art. Art and politics in the National Socialist era. Ausst.-Kat. Situation Kunst. Kerber, Bielefeld 2016, ISBN 978-3-7356-0288-6 sowie Schriftenreihe der Bundeszentrale für politische Bildung, Band 1798.
- Farbanstöße. Farbe in der neueren Kunst. Ausst.-Kat. Situation Kunst (für Max Imdahl), Bochum 2019, ISBN 978-3-941778-15-3.
- mit Markus Heinzelmann, Eva Wruck: Ingeborg Lüscher. Spuren vom Dasein. Werke seit 1968/Traces of Being. Works since 1968. Ausst.-Kat. Situation Kunst (für Max Imdahl), Bochum 2021, ISBN 978-3-941778-17-7.
- mit Magdalena Broska, Markus Heinzelmann: Adolf Luther. Licht / Light. Hirmer; München 2021, ISBN 978-3-7774-3914-3.